# Рідченко Володимир Миколайович
Володимир Миколайович Рідченко (1893 — † ?) — підполковник Армії УНР.

## Біографія
Народився у м. Харків. Останнє звання у російській армії — штабс-капітан.
З січня 1918 р. — командир сотні Окремого куреня ім. Яна Кармелюка військ  Центральної Ради.
З грудня 1918 р. — командир 1-го куреня 2-го Запорізького полку ім. Я. Кармелюка Дієвої армії УНР. Учасник Першого Зимового походу у складі збірного пішого полку Запорізької дивізії.
У 1920–1921 рр. — командир 8-го Кармелюцького куреня 3-ї Запорізької бригади 1-ї Запорізької стрілецької дивізії Армії УНР.
Подальша доля невідома.